# Championnats du monde de gymnastique rythmique 1971
Navigation
Édition précédente Édition suivante
Les championnats du monde de gymnastique rythmique 1971, cinquième édition des championnats du monde de gymnastique rythmique, ont eu lieu les 10 et 11 novembre 1971 à La Havane, à Cuba.

## Tableaux des médailles

### Tableau des médailles par épreuve
| Épreuve                     | Or                        | Argent                                                                | Bronze                                                                     |
| --------------------------- | ------------------------- | --------------------------------------------------------------------- | -------------------------------------------------------------------------- |
| Concours général individuel | Maria Gigova (BUL)        | Elena Karpuchina (URS)                                                | Alfia Nazmoutdinova (URS)                                                  |
| Ruban                       | Alfia Nazmoutdinova (URS) | Elena Karpuchina (URS)                                                | Galima Shugurova (URS)                                                     |
| Corde                       | Maria Gigova (BUL)        | Neshka Robeva (BUL)                                                   | Krassimira Filipova (BUL) Elena Karpuchina (URS) Alfia Nazmoutdinova (URS) |
| Ballon                      | Jo Sun-duk (PRK)          | Alfia Nazmoutdinova (URS) Galima Shugurova (URS) Choi Myong-sim (PRK) | Non attribuée                                                              |
| Cerceau                     | Maria Gigova (BUL)        | Krassimira Filipova (BUL)                                             | Neshka Robeva (BUL)                                                        |
| Concours général en groupe  | Bulgarie                  | Union soviétique                                                      | Italie                                                                     |

### Tableau des médailles par pays
| Rang  | Nation           | Or | Argent | Bronze | Total |
| ----- | ---------------- | -- | ------ | ------ | ----- |
| 1     | Bulgarie         | 4  | 2      | 2      | 8     |
| 2     | Union soviétique | 1  | 5      | 4      | 10    |
| 3     | Corée du Nord    | 1  | 1      | 0      | 2     |
| 4     | Italie           | 0  | 0      | 1      | 1     |
| Total | Total            | 6  | 8      | 7      | 21    |